# Nindorf (Rendsburg-Eckernförde)
 For alternative betydninger, se Nindorf. (Se også artikler, som begynder med Nindorf)
Nindorf er en kommune og en by i det nordlige Tyskland, beliggende i Amt Mittelholstein i den sydlige del af Kreis Rendsborg-Egernførde. Kreis Rendsborg-Egernførde ligger i den centrale del af delstaten Slesvig-Holsten.

## Geografi
Nindorf ligger på nordvestskråningen af Nindorfer Höhenzug i Naturpark Aukrug. Ud over våde enge og lerede dyrkede marker er der en høj andel af skov i kommunen. Rendsborg, Neumünster og Itzehoe ligger ca. lige langt væk, i en afstand af mellem 20 til 25 kilometer. Fra 1901 til 1957 var Nindorf station på jernbanen Rendsburger Kreisbahn.